# كأنه إمبارح
كأنه إمبارح مسلسل تلفزيوني مصري أُنتج وعُرض في سنة 2018، من إخراج حاتم علي، ومن تأليف نجلاء الحديني، ومن بطولة رانيا يوسف، أحمد وفيق، محمد الشرنوبي، خالد أنور، هدى المفتي وغيرهم. 

## قصة المسلسل
عائلة تبحث عن ابنها الضائع والذي تم اختطافه منذ حوالي 20 عامًا، الأم حزينة وشاردة لكنها لم تيأس من البحث عن ابنها ولديها الإحساس الخفي بأنها ستجده يوما ما. الأب يحاول أن يرضي زوجته وأن يصل إلى مكان ابنه حتى بعد كل هذه المدة ولو لمجرد أن يريح زوجته التي يحبها كثيرا. الأخ والأخت التائهين وسط هذه الحياة ما بين أم تعيش معهم بنصف قلب ونصف عقل وأيضا أب منشغل ومهموم بالبحث الدائم عن ابنه وأيضا محاولة إرضاء الزوجة. بعد كل هذا العناء يظهر ابنهم على ولكن، ماذا سوف يحدث من مكائد والألاعيب من جميع المحيطين بهذه العائلة وماذا ستكون ردود افعال الجميع نحو هذا الرجوع.

## طاقم التمثيل
- رانيا يوسف
- أحمد وفيق
- أحمد خليل
- محمود مسعود
- وفاء صادق
- حنان سليمان
- محمد سليمان
- محمد الشرنوبي (في دور حسن)
- خالد أنور (في دور مروان)
- هدى المفتي (في دور لينا)
- مايان السيد (في دور ليلى)
- أسماء جلال (في دور سارة)
- حازم إيهاب (في دور رامز)
- هاجر أحمد